# Îlet Métrente
L'Îlet Métrente est une île de Martinique, une des îlets du François, appartenant administrativement à Le François.

## Géographie
Situé au nord de l'îlet Long, elle est de forme allongée et s'étend sur environ 775 m de longueur pour moins de 210 m de largeur. 
L'île comporte vingt-et-une maisons, dont quelques-unes sont des résidences principales, ce qui en fait l'unique îlet habité des îlets du François. 